# Ancient Symbols
Ancient Symbols è un blocco Unicode. È costituito dai 13 caratteri compresi nell'intervallo U+10190-U+101CF.
Comprende simboli non più in uso, provenienti da epigrafi, papiri o manoscritti. Sono inclusi caratteri per la monetazione romana e le unità di misura romane.

## Tabella compatta di caratteri

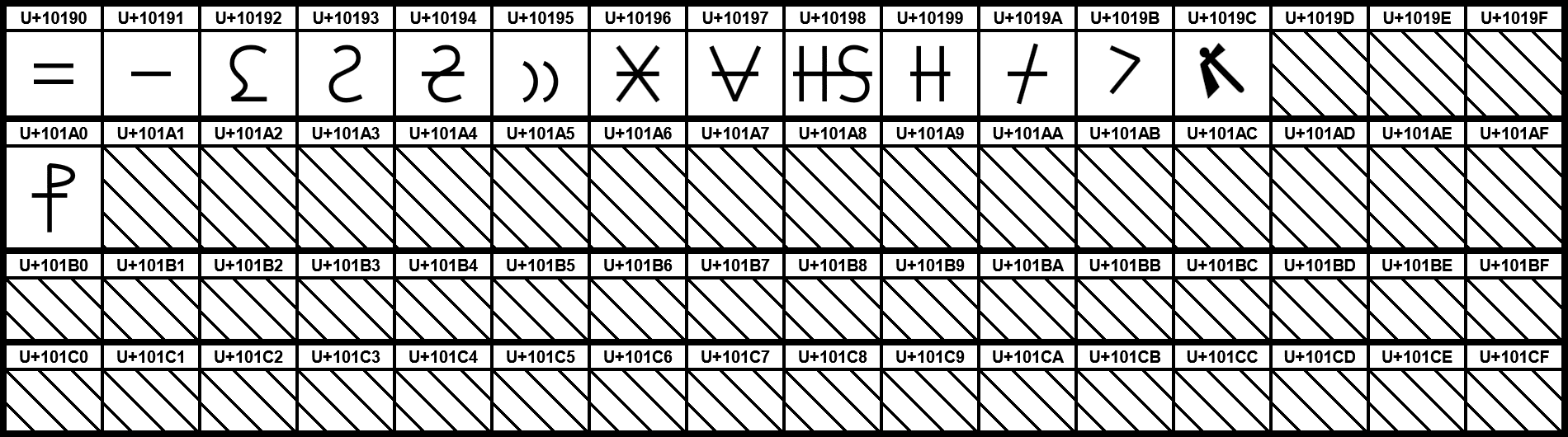
Ancient Symbols

| 1019 | 𐆐 | 𐆑 | 𐆒 | 𐆓 | 𐆔 | 𐆕 | 𐆖 | 𐆗 | 𐆘 | 𐆙 | 𐆚 | 𐆛 |
| 101A | 𐆠 |   |   |   |   |   |   |   |   |   |   |   |
| 101B |   |   |   |   |   |   |   |   |   |   |   |   |
| 101C |   |   |   |   |   |   |   |   |   |   |   |   |